# Намибийский вариант английского языка
Намиби́йский англи́йский, или на́млиш (англ. Namlish, слово-гибрид от Namibian «намибийский» и English «английский») — вариант английского языка, распространённый в Намибии. После обретения независимости в 1990 году английский стал официальным языком страны. Поскольку намибийский английский является вторым или третьим языком для большинства намибийцев, местные варианты могут значительно отличаться от форм английского, употребляемых в других частях света. Особенности намлиша часто объясняются языковой интерференцией преимущественно под влиянием ошивамбо, каванго и африкаанс, а также дамара, гереро и других местных языков.

## Произношение
Намибийский английский имеет характерные произносительные особенности.
- Пример 1. Слово clothes — «одежда» — почти всегда произносится как двусложное. Это замечено даже у президента Намибии Хификепунье Похамбы[2].
- Пример 2. На намибийском английском обычно говорят носители языков ошивамбо и каванго. В ошивамбо звуки [l] и [r] взаимозаменяемы. Так некоторые носители ошивамбо говорят «led» вместо «red». В каванго они не заменяются.

## Лексические особенности
Пример 1. Формула приветствия «Yes sir» (африк. ja meneer).

## Грамматические особенности
Пример 1. «I’m coming now» (африк. Ek kom nou; ошивамбо Onde ya paife).
Носители намибийского английского часто употребляют только прогрессив (Present Continuous Tense) в тех случаях, когда носители английского употребляют глагол в непрогрессивной форме. Это отчасти происходит вследствие интерференции со стороны ошивамбо и каванго, в которых нет такого различия. В частности, при указании на обладание употребляется «he / she is having» вместо «he / she has». То же самое касается употребления глаголов прогрессивного и непрогрессивного видов в прошедшем времени.

## Примеры слов и выражений намибийского английского

### Слова
| Намибийский английский        | Стандартный английский | Перевод                | Примечания                                                |
| Baas (из языка африкаанс)     | Boss                   | начальник              | смиренное обращение к белому мужчине во времена апартеида |
| Babelaas (из языка африкаанс) | (having a) hangover    | похмелье, опохмеляться |                                                           |
| Bakkie                        | Pick-up truck          | пикап                  |                                                           |
| Oom (из языка африкаанс)      | uncle                  | дядя                   | уважительное наименование для более старших               |
| Robot                         | Traffic lights         | светофор               |                                                           |
| Shebeen                       | Bar or club            | бар, клуб              |                                                           |
| Tekkies                       | Sneakers               | кроссовки              |                                                           |

### Выражения
| Намибийский английский   | Стандартный английский               | Перевод                                    | Примечания                                                                           |
| whashup?                 | What's up?                           | Как дела?                                  | Общепринятая форма приветствия.                                                      |
| Is it?                   | Really?                              | Разве? Да?                                 |                                                                                      |
| Are we on the same page? | Is it clear? Do you understand me?   | Ясно? Понятно?                             | Это выражение часто используется во время встреч, рабочих семинаров.                 |
| I’m coming now now.      | I’m coming right now.                | Иду, иду! Сейчас, сейчас!                  | Редупликация слов усиливает их прямое значение.                                      |
| ... and what what.       | ... et cetera.                       | ... и так далее                            | Это выражение часто используется во время встреч, рабочих семинаров.                 |
| It's ntja!               | It's ok!/It's great                  | Здорово! Отлично!                          |                                                                                      |
| How is the morning?      | How are you?                         | Как поживаете? (букв. Как утро?)           | Из языка ошивамбо, Walalepo?                                                         |
| The time is going.       | We’re running out of time.           | У нас осталось мало времени.               |                                                                                      |
| So.. Otherwise?          | Apart from the obvious, how are you? | Не считая того, что и так видно, как дела? | Используется в качестве приветствия или для того, чтобы заполнить паузу в разговоре. |
| somehow                  | so-so                                | так себе (используется как прилагательное) |                                                                                      |